# NGC 5155
NGC 5155 is een groep sterren in het sterrenbeeld Centaur. Het object werd op 16 juni 1835 ontdekt door de Britse astronoom John Herschel.

## Synoniemen
- ESO 96-SC13